# 宇宙398号
宇宙398号（俄语：Космос 398）是前苏联第二艘进行过不载人试飞的T2K版LK登月舱，依据与宇宙379号相同的计划，在1971年2月26日被发射到276公里×196公里的轨道上，其主要目标是验证紧急中止环月操作。

## 另请参阅
- 宇宙379号
- 宇宙434号